# بول إريك بيخ
بول إريك بيخ (بالدنماركية: Poul Erik Bech)‏ هو لاعب كرة قدم ومدرب كرة قدم دنماركي، ولد في 15 مارس 1938 في فريدريكيا في الدنمارك، وتوفي في 5 أبريل 2014. لعب مع نادي فايله.